# Ервиг
Ервиг (Erwig; Flavius Ervigius; † 687)) e крал на вестготите от 15 октомври 680 г. до 15 ноември 687 г.
Син е на византийския беглец Ардабаст, женен за племенница на Хиндасвинт. Расте в двореца и получава титлата граф. Женен е за Леувигото (Лиувигото). Баща е на Киксило (Cixilo), която е омъжена за Егика.
Ервиг слага на 14 октомври 680 г. нервна-отрова в напитката на Вамба, след което той написал документ, че му отстъпва трона и постъпил в манастир.
Ервиг се разболява и на 14 ноември 687 г. определя Егика за свой наследник, въпреки че има свои синове. На 15 ноември 687 г. на трона идва Егика.